# Райхенбах (водопад)
Ра́йхенбах (нем. Reichenbachfälle), также известен как Рейхенбахский водопад — водопад высотой около 250 метров около Майрингена (Швейцария), один из самых мощных и высоких водопадов в Альпах, состоит из нескольких каскадов.

## Известность
Водопад широко известен по нескольким причинам. Кроме размеров самого водопада и красоты окружающей природы, ближайший городок Майринген известен как родина безе — десерта из сахарной пудры и взбитых белков яиц.
Рейхенбахский водопад описывает в «Письмах русского путешественника» русский историк Н. М. Карамзин.
Российский художник М. С. Эрасси, тронутый великолепием местной природы, написал здесь свою картину «Рейхенбахский водопад у Мейрингена в Швейцарии».

### Шерлок Холмс

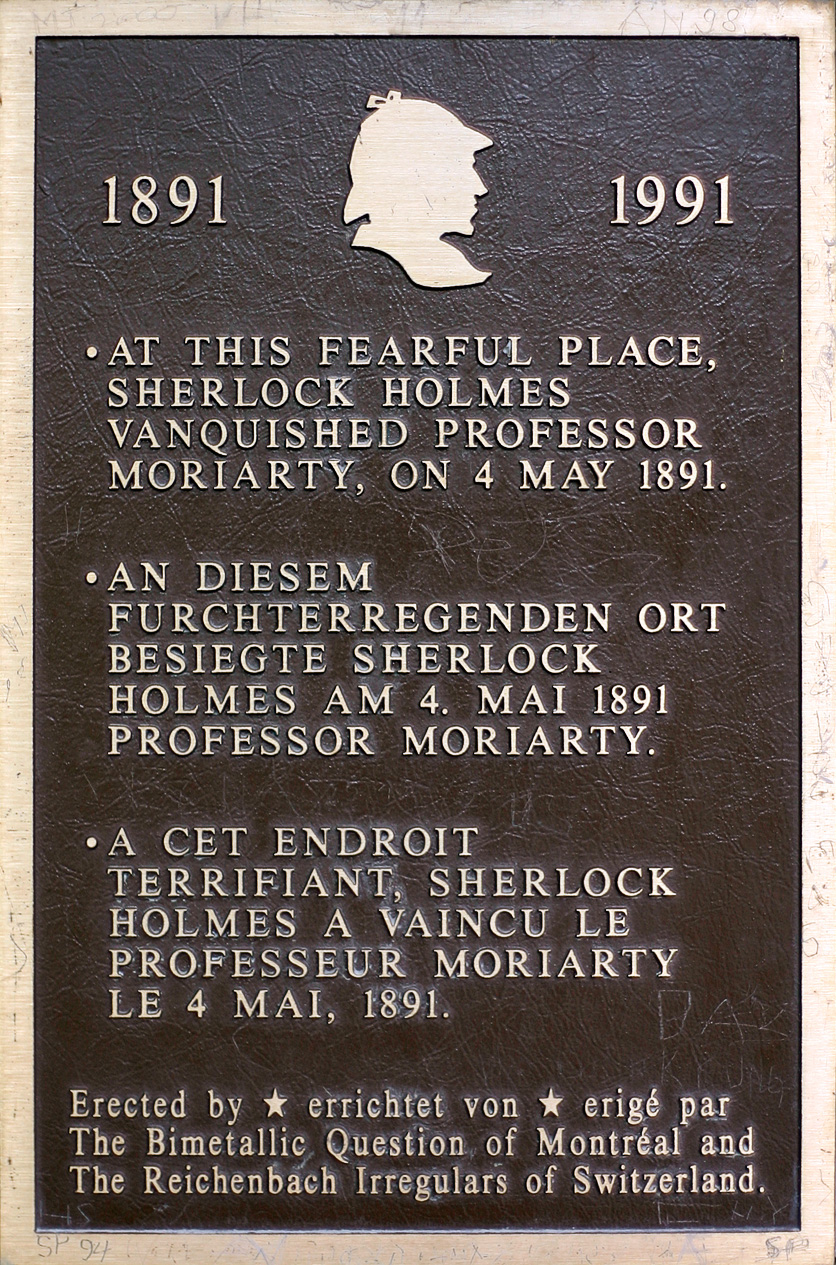
Памятная табличка на смотровой площадке у водопада

Другая причина известности — Шерлок Холмс. Артур Конан Дойль, побывав у водопада в конце XIX века, был поражён его красотой. Он решил, что великий сыщик должен умереть именно здесь, что и описал в рассказе «Последнее дело Холмса», где 4 мая 1891 года главный герой якобы гибнет в схватке с главой лондонского преступного мира профессором Мориарти. У водопада на смотровой площадке установлена памятная табличка в честь столетия этого события:

В этом страшном месте, 4 мая 1891 [года], Шерлок Холмс одолел профессора Мориарти.
Оригинальный текст (англ.)At this fearful place, Sherlock Holmes vanquished professor Moriarty, on 4 May 1891.

## Интересные факты
- В советском фильме «Приключения Шерлока Холмса и доктора Ватсона» сцена решающей схватки снималась на Гегском водопаде в Абхазской АССР[3].